# Chiaromontei Trisztán copertinói gróf
Chiaromontei Trisztán (Francia Királyság, 1380 körül – Copertino, Nápolyi Királyság, 1432/3. november 15. után/1441. január 3.), okcitánul: Bèrtomél (Tristant) Guilhèm de Clarmont, olaszul: Bartolomeo detto Tristano di Chiaramonte/Chiaromonte Conte di Copertino, franciául: Barthélemy Guillem, dit Tristan de Clermont-Lodève, latinul: Tristanus (Bartholomaeus) de Claramonte, Clermont-Lodève ura, Copertino grófja iure uxoris, Enghieni Mária nápolyi királyné veje, Chiaromontei Izabella nápolyi királyné apja, Balzo Izabella nápolyi királyné dédapja és Aragóniai Beatrix magyar királyné nagyapja.

## Élete
Dél-francia nemesként az occitán nyelvű Clermont-Lodève urainak családjából, a Guillem, okcitánul: Guilhèm nemzetségből származott.
Már kora ifjúságában, 1396-ban részt vett a vesztes nikápolyi csatában Bourbon Jakab, la Marche grófja szolgálatában, ahol mindketten oszmán fogságba estek.
A Bourbon Jakabhoz fűzött szolgálata következtében került 1415-ben a Nápolyi Királyságba, amikor az özvegy és háromgyermekes Jakab, aki korábban III. Károly navarrai király lányának, Beatrixnak a férje volt, 1415. augusztus 10-én Nápolyban feleségül vette az özvegy és gyermektelen II. Johanna nápolyi királynőt. A 42 éves királynő még abban reménykedett, hogy gyermekei születhetek. Az újdonsült férj azonban semmiben sem teljesítette be II. Johanna reményeit.
Jakab 1415. október 10-én felvette a királyi címet, felesége nevében uralkodott, Johannát pedig saját lakosztályába zárta.
Jakab visszahívta az udvarba Johanna sógornőjét, Enghieni Máriát, öccsének és elődjének, I. László népolyi királynak az özvegyét, aki vidéki birtokain élt belső száműzetésben.
I. László és Enghieni Mária királyné házassága ugyan gyermektelen maradt, és László királynak is csak egy házasságon kívül született fia, Durazzói Rajnald capuai herceg volt, aki azonban nem örökölhette a trónt, ezért kerülhetett László nővére a trónra 1414-ben, viszont Mária özvegy királynénak az első házasságából voltak gyermekei.
II. Jakab király az udvarba visszatért özvegy királyné egyik lányát, Balzo–Orsini Katalint 1415. november 15-én összeházasította legkedvesebb hűbéresével, Barthélemy Guilhem de Clermont-Lodève úrral, aki olaszos formában a Tristano di Chiaromonte nevet vette fel. A menyasszony a hozományaként a Copertino grófságot kapta, így Katalin kezével Trisztán is megkapta a Copertino grófja címet a felesége jogán (iure uxoris). A házasságukból hét gyermek, egy fiú és hat lány származott.
Egy évvel később, 1416-ban azonban a még mindig gyermektelen Johannát a hívei kiszabadították a belső termeiből, Jakabot pedig elűzték az udvarból, aki bár hivatalosan továbbra is a királynő férje maradt, végül visszatért hazájába, Franciaországba, ahova követte Trisztán gróf is.

## Gyermekei
- Felesége Balzo–Orsini Katalin (?–1430), Copertino grófnője suo iure,[3] Enghieni Mária nápolyi királyné lánya, 7 gyermek:
  - Sancia (?–1474), Copertino grófnője, Nardò úrnője, férje II. (Balzo) Ferenc (1410–1482), Andria hercege, 2 fiú, többek között:
    - Balzo Péter (–1487) andriai herceg, felesége Balzo–Orsini Mária Donata (–1481) venosai hercegnő, 4 gyermek+2 természetes gyermek, többek között:
      - Balzo Izabella (1468–1533), férje IV. Frigyes (1452–1504) nápolyi király, 5 gyermek, lásd lent

  - Margit (?–1454), férje Antonio Ventimiglia (?–1480), Geraci őrgrófja, 4 gyermek
  - Antónia (?–1444), Clermont-Lodève úrnője suo iure, férje Pons II de Caylus-de-Castelnau (?–1475),[4] Clermont-Lodève ura iure uxoris,[2] 1 fiú
  - Izabella (1424–1465), Taranto hercegnője, férje I. Ferdinánd (1423–1494) nápolyi király, 6 gyermek, többek között:
    - II. Alfonz nápolyi király (1448–1495)
    - IV. Frigyes nápolyi király (1452–1504), 1. felesége Savoyai Anna (1455–1480), 1 leány, 2. felesége Balzo Izabella (1468–1533), 5 gyermek, összesen 6 gyermek, lásd fent
    - Aragóniai Beatrix magyar királyné (1457–1508)

  - Rajmund (?–1434/5/43), Copertino grófja, Clermont-Lodève ura, nem nősült meg, gyermekei nem születtek
  - Mária, férje Jacques de Langeac (?–1475), Langeac és Domeyrat ura, 2 gyermek
  - Franciska (?–1443), nem ment férjhez, gyermekei nem születtek